# دید سیتی (فلوریدا)
دید سیتی (به انگلیسی: Dade City) شهری در شهرستان پسکو ایالت فلوریدا است که در سال ۱۸۸۹ بنیان‌گذاری شده‌است. این شهر طبق سرشماری سال ۲۰۱۰ میلادی، ۶٬۴۳۷ نفر جمعیت داشته و مساحت آن نیز ۸٫۸ کیلومتر مربع است.